# William Jackson Bean
William Jackson Bean (Malton, Yorkshire (Inglaterra), 26 de maio de 1863 — Kew, Surrey, 19 de abril de 1947) foi um botânico britânico.

## Fonte
- Ray Desmond (1994). Dictionary of British and Irish Botanists and Horticulturists including Plant Collectors, Flower Painters and Garden Designers. Taylor & Francis et The Natural History Museum (Londres). ISBN 0-85066-843-3